# Baatbelasting
Onder de naam baatbelasting kan in Nederland door de gemeente een belasting worden geheven van de eigenaar, bezitter of beperkt gerechtigde van een onroerende zaak, indien een in een bepaald gedeelte van de gemeente gelegen onroerende zaak, is gebaat door voorzieningen die tot stand worden of zijn gebracht door of met medewerking van het gemeentebestuur. In dat geval worden volgens artikel 222 van de Gemeentewet de aan de voorzieningen verbonden lasten geheel of gedeeltelijk omgeslagen over de eigenaren, bezitters en beperkt gerechtigden van de onroerende zaak.
Voor het antwoord op vragen als wie geldt als de belastingplichtige, wat het voorwerp is van de belasting, wat het belastbare feit is, wat de heffingsmaatstaf is en het tarief, dient volgens artikel 217 van de Gemeentewet de belastingverordening van de betreffende gemeente te worden geraadpleegd.
- Overheid.nl. Gemeentewet. Geraadpleegd op 15-12-2022. Geldend van 05-11-2022 t/m heden.